# Булонське графство
Було́нське гра́фство (фр. Comté de Boulogne) — графство в північній Франції на узбережжі Ла-Манша в середньовіччі. Графство виникло в другій половині IX століття і спочатку було васалом графів Фландрії, пізніше — королів Франції. В 1477 Булонське графство увійшло до складу королівського домену. Адміністративним центром було місто Булонь-сюр-Мер.

## Географія
Булонське графство розташовувалося уздовж узбережжя Ла-Манша в районі його найбільш вузької частини — протоки Па-де-Кале. В геологічному відношенні ця територія являє собою східний край Вельдської крейдяної формації, що займає південний схід Англії і що проходить під Ла-Маншем. На півночі Булонське графство межувало з графством Гін та містом Кале, на півдні, уздовж річки Канш, — з графством Понтьє і сеньорією Монтрейль. На схід від Булоні розташовувалася історична область Артуа. Адміністративним центром було місто Булонь-сюр-Мер. Тепер[коли?] територія колишнього графства належить до департаменту Па-де-Кале.
В Раннє Середньовіччя під сюзеренітетом Булонського графства також знаходилися:
- Графство Ланс — до середини XI століття, коли Ланс був приєднаний до Фландрії графом Балдуїном V;
- Кале і прилегла територія, відокремлена від Булоні графством Гін, — до захоплення Кале англійцями в 1346 р.;
- Теруанн і Сент-Омер — до початку XI століття, коли при Балдуїні IV ця область увійшла до складу Фландрії;
- Тернуа і графство Сен-Поль — до середини XI століття, з 1180 — під сюзеренітетом графів Артуа.

## Історія
В давнину територію майбутнього Булонського графства населяли кельтські племена. Після утворення римської провінції Белгіка на місці сучасної Булоні виникло давньоримське місто Бононія (лат. Bononia), що виконувала функції зв'язкового центру між Римською імперією та римською Британією. Пізніше сюди переселилися франки і область увійшла до складу Франкського королівства, а після його розділу в IX столітті — до складу Західного Франкського королівства (майбутньої Франції). Місто Булонь і округа управлялися призначуваними графами, проте відомостей про ранній період існування Булонського графства збереглося вкрай мало через безперервні в другій половині IX століття набіги скандинавських вікінгів на узбережжя Ла-Маншу, які неодноразово захоплювали і спалювали місто.
Булонь вже була пагусом (pagus Bononiensis) у Франкському королівстві, але до XI століття зберіглось лише декілька згадок. Певний граф на ім'я Геррекен, який був визнаний нечестивим, згадується в IX столітті, але ця особа може бути легендарною (див. Герла, Еркінг). Здається, наприкінці IX або на початку X століття територія Булоні потрапила під правління графів Фландрії. У 886 році паризький єпископ Гоузлін попросив графа Еркенгера Булонського запросити німецьку допомогу проти набігів вікінгів. Еркенгер втратив усі свої володіння у 896 році, оскільки залишився вірним Карлу Простому. Можливо, саме в цей момент Балдуін II, граф Фландрії, отримав контроль над Булонню. 
Після смерті Балдуїна II в 918 році його володіння були розділені між спадкоємцями. Старший син Арнульф отримав власне Фландрію, а молодший Адалульф став правителем Булоні. Це поклало початок існуванню окремого Булонського графства, що керуваось нащадками Адалульфа. Хоча Булонь зберігала зв'язок з Фландрією, а графи Булонські приносили омаж і клятву вірності її правителям, фактично графство швидко стало самостійним.

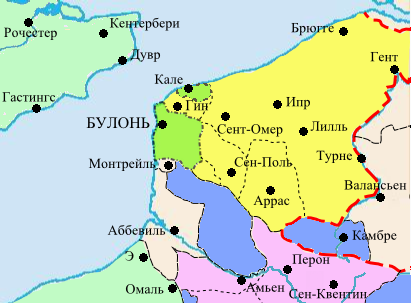
Булонське графство (зеленим) в 1150 році. Жовтим кольором позначено інші території Фландрського графства

Територіальна близькість до Англії сприяла встановленню тісних відносин між Булонським графством і англосаксонською державою. Євстахій II, граф Булоні, одружився з дочкою короля Етельреда II, і був найближчим соратником короля Едуарда Сповідника. Це, однак, не завадило Євстахію II в 1066 році взяти  активну участь в нормандському завоюванні Англії і став володарем обширних земель по інший бік Ла-Манша (насамперед у Ессексі, а також ще в одинадцяти англійських графствах). Графи Булонські протягом XII століття відігравали значну роль в англійському політичному житті, а графиня Матильда стала дружиною короля Англії Стефана Блуаського.
Великий внесок Булонське графство внесло і в історію хрестових походів: підкорювач Єрусалима Готфрід Буйонський і перший король Єрусалимського королівства Балдуїн I походили з Булонського графського роду і були молодшими братами графа Євстахія III.
1190 року Булонь перейшла під владу Рено Даммартенського, одного з найбільших феодалів Північної Франції, тим самим був розірваний васальний зв'язок Булонського графства з Фландрією.
В конфлікті королів Англії і Франції Рено прийняв сторону першого, і після розгрому англо-німецьких військ в битві під Бівуном в 1214 році Булонське графство було конфісковано, а пізніше увійшло до складу апанажа Філіпа Юрпеля, сина французького короля Філіппа II Августа.
1265 року Булонь перейшла у спадок до графів Оверні і протягом наступних двохсот років залишалася володінням Оверньського будинку.
Під час Столітньої війни Булонь неодноразово піддавалася атакам англійців і французів. Уже в 1346 місто Кале, яке перебувало під сюзеренітетом Булонських графів, було захоплено Англією і на кілька століть перетворилося на головну військову і торговельну базу англійців на континенті.
1477 року граф Бертран VI де Ла Тур-д'Овернь, поступившись наполяганням французького короля Людовика XI, передав йому свої права на Булонське графство, взамін чого отримав область Лораге в південно-західній Франції. Таким чином Булонське графство перестало існувати і було включено до складу королівського домену.
Проте боротьба за столицю графства не припинилася і після закінчення війни: в 1492 Булонь було оточено англійськими військами Генріха VII, а в 1544 році була захоплено армією Генріха VIII. Проте вже в 1547 місто було звільнене і в 1550 остаточно закріплене за Францією.

## Графи

### Даммартенський дім
- 1235—1248: Афонсу ІІІ, чоловік Матильди ІІ Булонської, король Португалії (1248—1279).

## Герби графів

Фландрський дім 896—1025
Булонський дім 1032—1151
Блуаський дім 1151—1170
Даммартенський дім 1216—1260
Овернський дім 1260—1360, 1361—1437
Бургундський дім 1360–1361
Ля-Тур-Овернський дім 1437—1501